# Јужно од среће
Јужно од среће је трећи студијски албум српске музичке групе Неверне бебе. Албум је објављен 2001. године за издавачку кућу Hi-Fi Centar, а био је доступан на компакт-диску и на аудио-касети.

## Списак песама
Милан Ђурђевић је аутор текстова и музике за све песме. У прављењу аранжмана учествовали су и остали чланови групе.
| №               | Назив                 | Трајање |  |
| 1.              | Љубав                 | 3:10    |  |
| 2.              | Готово                | 3:55    |  |
| 3.              | У безнађу             | 4:13    |  |
| 4.              |                       | 3:16    |  |
| 5.              | Лица                  | 5:12    |  |
| 6.              | Балкан                | 3:34    |  |
| 7.              | Дабогда лажем         | 4:44    |  |
| 8.              |                       | 4:32    |  |
| 9.              | Дивље свиње           | 4:09    |  |
| 10.             | Киша                  | 3:05    |  |
| 11.             | Једном кад ме не буде | 3:59    |  |
| 12.             | Правда                | 3:55    |  |
| 13.             | Земља                 | 3:56    |  |
| 14.             |                       | 2:43    |  |
| Укупно трајање: | Укупно трајање:       | 54:23   |  |

## Музичари
- Неверне бебе:
  - Милан Ђурђевић — клавир, клавијатуре, вокал (2, 6, 7, 10, 11, 13)
  - Горица Поњавић — вокал (1, 5, 6, 11)
  - Александар Тасић — вокал (3, 9)
  - Владан Ђурђевић — бас-гитара
  - Саша Ранђеловић — електрична гитара, акустична гитара, вокал (12)
  - Горан Маринковић — бубњеви[1]
- Гости:
  - Ксенија Куљача — вокал (4, 6, 14)
  - Ђорђе Давид — пратећи вокали (2)
  - Ивица Лауш — пратећи вокали (2)
  - Александра Стојановић — пратећи вокали (8)
  - Јосип Хартл — удараљке (1, 2, 3, 6, 7, 8, 9, 14)
  - Драган Ивановић — бас-гитара (1, 3, 5, 6, 8)
  - Дејан Божић — виолончело (4, 8)
  - Александра Курилић — виола (4, 8)
  - Сашка Кленковска — виолина (4, 8)
  - Слободан Тркуља — кларинет, гајде, кавал (8)[1]

## Остале заслуге
- Милан Ђурђевић — продуцент
- Иван Влатковић — копродуцент, миксовање
- Александра Стојановић — тонски сниматељ, копродуцент
- Зоран Шћекић Шћека — тонски сниматељ
- Феђа Киселички — фотографије
- Горан Ивановић Гокси — дизајн омота[1]